# Incunabula Short Title Catalogue

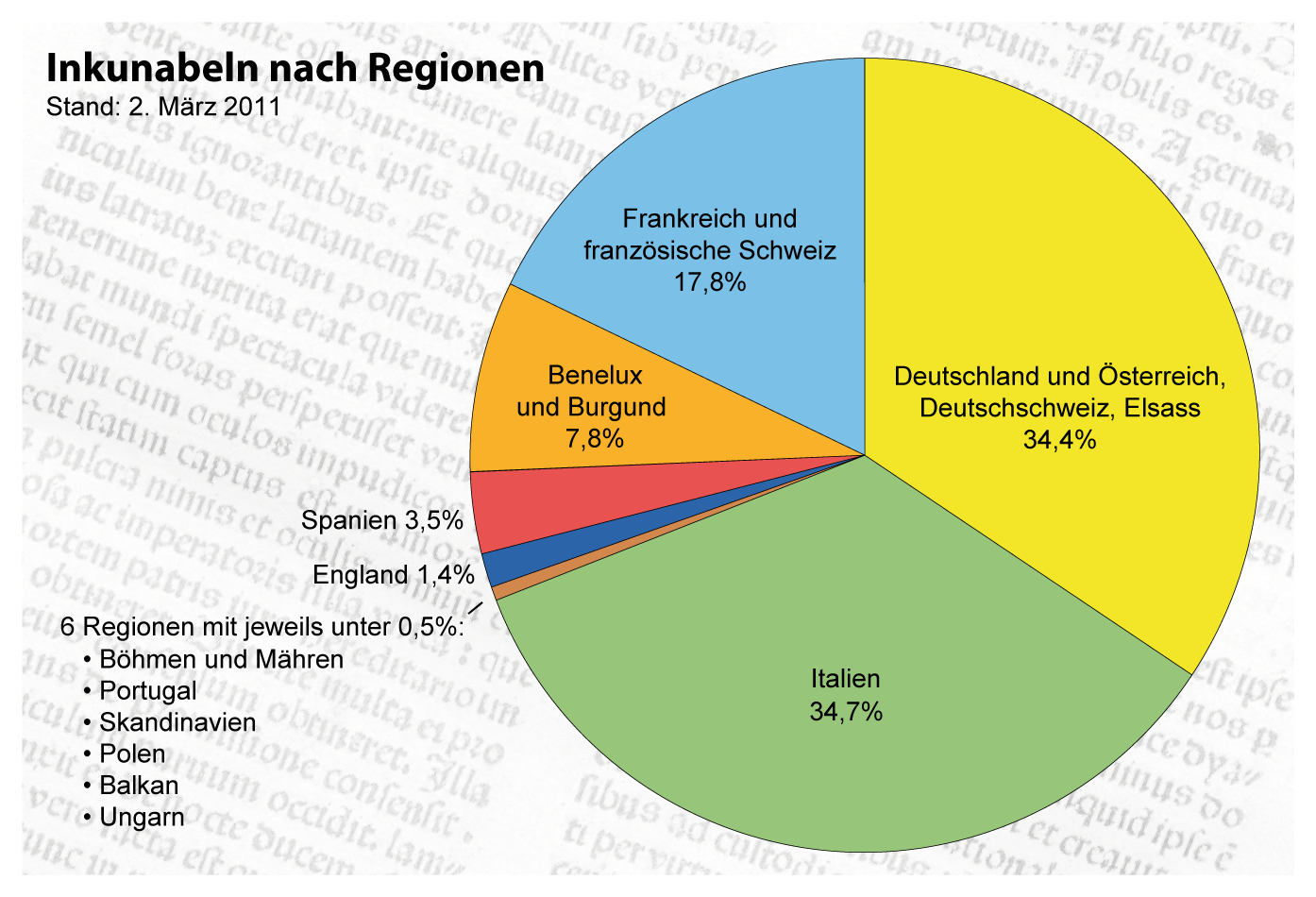
Herkunft der Inkunabeln im ISTC nach Region

Der Incunabula Short Title Catalogue (ISTC, deutsch Inkunabel-Kurztitelkatalog) ist ein von der British Library betreutes Projekt zur Erstellung eines internationalen Kataloges der Inkunabeln. Die Arbeit am ISTC begann 1980 und war von Beginn an auf die elektronische Erfassung der Katalogdaten und die Aufnahme der Daten aus verschiedenen nationalen Inkunabel-Katalogen ausgerichtet. Der ISTC vereint heute die Inkunabel-Einträge der wichtigsten europäischen und nordamerikanischen Kataloge und versteht sich primär als Meta-Katalog. Einträge im ISTC sind deutlich kürzer als die Katalogeinträge des 1925 begonnenen Gesamtkatalogs der Wiegendrucke (GW), durch den unterschiedlichen Ansatz hat der ISTC jedoch inzwischen eine größere Abdeckung. 

## Geschichte

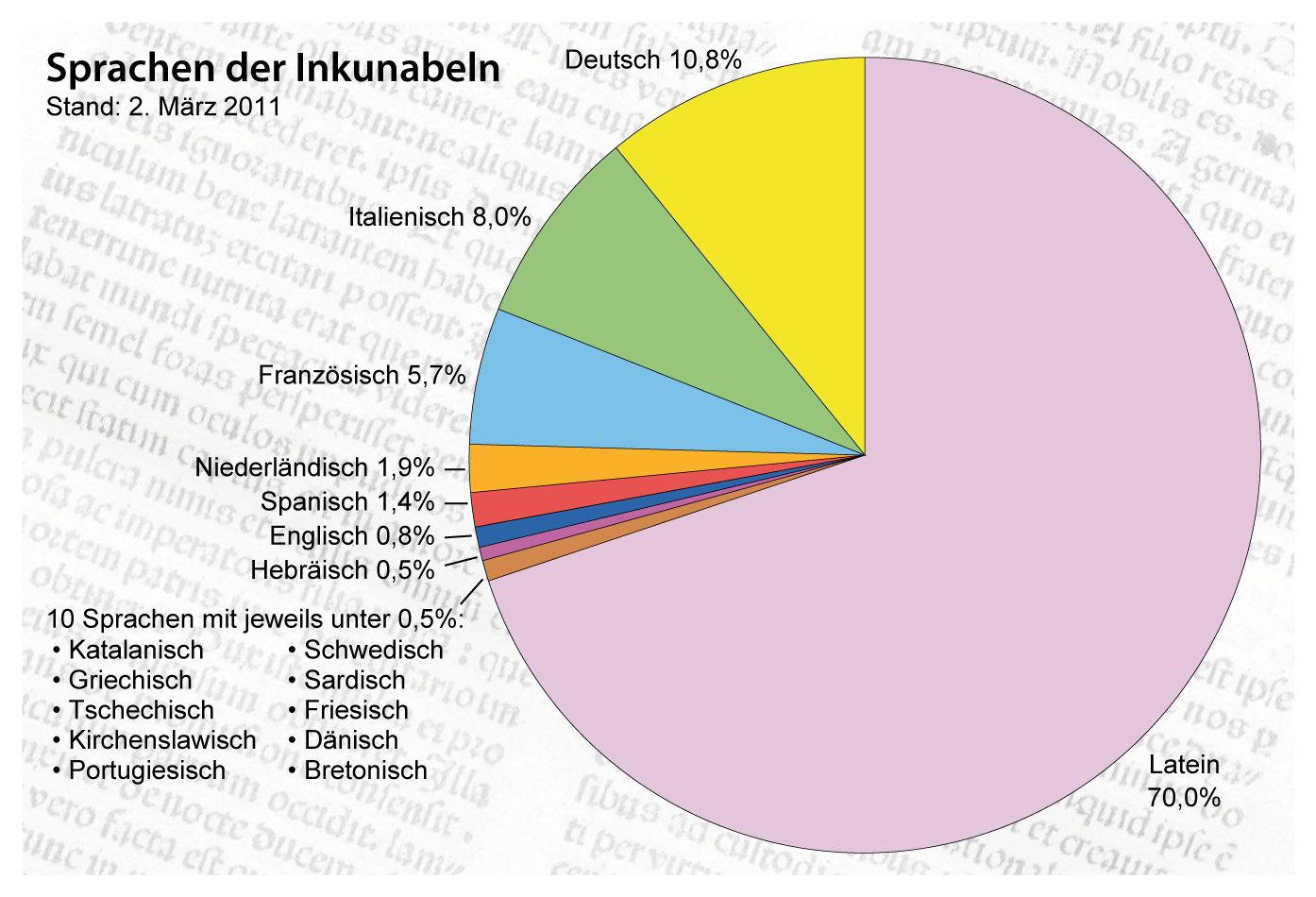
Sprachverteilung der Inkunabeln des ISTC

1980 initiierte Lotte Hellinga, Inkunabel-Expertin und Mitarbeiterin der British Library, ein Projekt zur Erstellung eines internationalen Kurztitelkataloges für Inkunabeln. Sie wählte Incunabula in American libraries (1964) von Frederick R. Goff (1916–1982) als Ausgangspunkt für den neuen Katalog. Zwar waren die Einträge in Goff sehr kurz, doch dafür enthielt das Werk sehr viele Einträge, die in sehr regelmäßiger Form aufgenommen waren. Besonders der zweite Punkt kam der im ISTC-Projekt geplanten elektronischen Erfassung im MARC-Format entgegen. Nachdem die Erlaubnis der Goff-Rechteinhaber eingeholt wurde, wurde der komplette Goff-Katalog erfasst. Die nächsten Verbundkataloge, die in Angriff genommen wurden, waren der italienische Indice generale degli incunaboli delle biblioteche d'Italia (IGI), der niederländische Incunabula in Dutch libraries (IDL) und der belgische Catalogue des livres imprimes au quinzieme siecle des bibliotheques de Belgique. Am meisten neue Einträge kommen derzeit vom Inkunabelkatalog der Bayerischen Staatsbibliothek (BSB-Ink), dessen Mitarbeiter den ISTC als Grundlage ihrer Arbeit nutzen.
Die Zahl der Inkunabeln, also der zwischen 1455 und 1500 mit beweglichen Lettern gedruckte Werke, wird auf 27.500 geschätzt. Kein gedruckter Katalog führt mehr als 60 % dieser Werke auf: der GW hatte im Jahr 2000 über 12.000 Einträge, Goff knapp 13.000 und Hain über 16.000. Im Vergleich hatte die CD-ROM-Ausgabe des ISTC 26.550 Einträge zu Inkunabeln. Darunter befinden sich allerdings auch vereinzelt Dubletten, so dass die Abdeckung nicht ganz 95 % entspricht.
Weitere bedeutende Kurztitelkataloge sind der internationale USTC (15. und 16. Jahrhundert), der englische ESTC (1473–1800) und der STCN für den niederländischen Buchdruck zwischen 1540 und 1800.